# Abu Roach

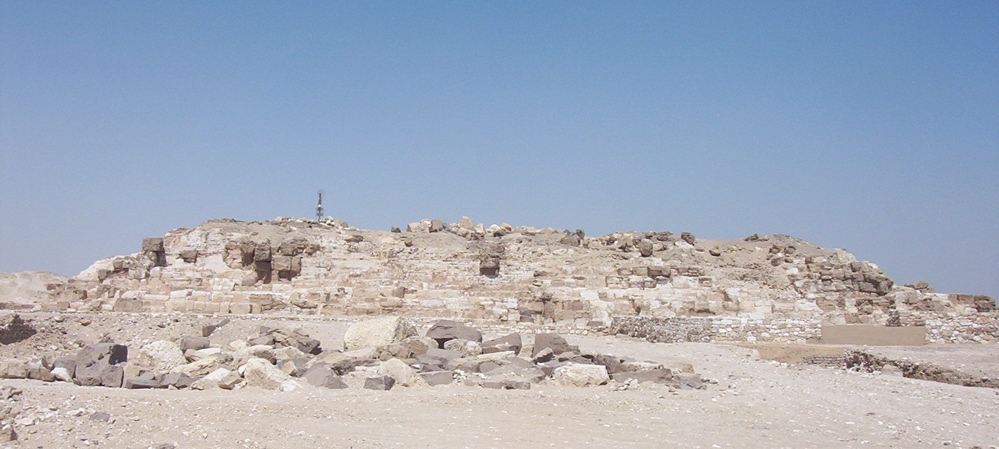
Pirâmide em ruínas de Djedefré

Abu Roach é uma necrópole do Antigo Egito situada a cerca de oito quilómetros a norte do planalto de Guiza (ou Gizé), conhecida por ser o local onde o rei Djedefré da IV dinastia egípcia mandou construir um pirâmide. Esta pirâmide corresponde à pirâmide egípcia situada mais a norte do território. O nome Abu Roach deriva do nome de uma aldeia situada a este.
Não se conhecem as razões pelas quais Djedefré teria mandado construir aqui o seu túmulo em vez de o fazer na necrópole de Guiza, onde estava a pirâmide do seu pai e antecessor, o rei Khufu (Quéops). Uma hipótese são as disputas familiares, que levaram Djedefré a se rebelar publicamente contra os costumes vigentes na época. Porém trabalhos de escavações atuais, sugerem que ele possa ter optado pelo local, pela praticidade, por nele existir uma elevação rochosa, que servindo de base para a pirâmide, a tornaria a mais alta já construída, pelo menos tempo e preço.
O complexo funerário deste rei era cercado por uma muralha que atingia os seis metros de altura, situando-se a pirâmide mais ou menos ao centro do complexo. Esta pirâmide estaria concebida para se coberta por granito vermelho.
A sudoeste da pirâmide do rei existia uma pequena pirâmide satélite. Não se sabe se esta pirâmide seria de uma rainha de Djedefré ou uma pirâmide integrada no culto ao rei. Em 2002 a missão arqueológica franco-suiça descobriu a sudeste a existência de outra pirâmide.
A este encontra-se uma estrutura que tem sido identificada como o templo funerário, bem como um poço onde seria colocada uma barca solar. O templo do vale não foi ainda localizado, mas conhece-se o caminho processional que habitualmente comunicava com aquela estrutura. Este caminho possui cerca de 1500 metros de comprimento e permite penetrar no complexo pelo lado nordeste, quando o mais comum seria o lado oriente. Este detalhe foi por muito tempo interpretado como outro sinal de que o faraó teria disputas familiares e rompido com as tradições, mas depois de análises mais modernas a sugestão é de que o terreno não permitia que fosse usada a direção tradicional, tendo o faraó se conformado com a "inovação".
A pirâmide encontra-se hoje em ruínas; segundo alguns autores ela não chegou a ser terminada devido à morte prematura do rei, enquanto que outros defendem que a pirâmide foi concluída, mas que foi alvo de intensas pilhagens,comandadas pela família, na tentativa de apagar o nome do faraó rebelde. Hipóteses modernas mais aceitas dizem que se teriam iniciado no tempo dos Romanos, desejosos de obter o granito valioso que forrava a estrutura.